# Övre Unnan
Övre Unnan är en sjö i Nyköpings kommun och Trosa kommun i Södermanland och ingår i Trosaån-Svärtaåns kustområde. Sjön har en area på 0,176 kvadratkilometer och ligger 38,2 meter över havet. Sjön avvattnas av vattendraget Örboholmsån.

## Delavrinningsområde
Övre Unnan ingår i det delavrinningsområde (652890-159165) som SMHI kallar för Utloppet av Gisesjön. Medelhöjden är 42 meter över havet och ytan är 13,58 kvadratkilometer. Det finns inga avrinningsområden uppströms utan avrinningsområdet är högsta punkten. Avrinningsområdets utflöde Örboholmsån mynnar i havet. Avrinningsområdet består mestadels av skog (77 procent). Avrinningsområdet har 2,34 kvadratkilometer vattenytor vilket ger det en sjöprocent på 17,2 procent. Bebyggelsen i området täcker en yta av 0,2 kvadratkilometer eller 1 procent av avrinningsområdet.